# Mallos gertschi
Espèce
Mallos gertschi est une espèce d'araignées aranéomorphes de la famille des Dictynidae.

## Distribution
Cette espèce est endémique du Mexique. Elle se rencontre au Guerrero et en Oaxaca entre 1 300 et 1 600 m d'altitude.

## Description
Les mâles mesurent de 6,67 à 6,72 mm et les femelles de 5,48 à 6,14 mm.

## Étymologie
Cette espèce est nommée en l'honneur de Willis John Gertsch.

## Publication originale
- Bond & Opell, 1997 : Systematics of the spider genera Mallos and Mexitlia (Araneae, Dictynidae). Zoological Journal of the Linnean Society, vol. 119, p. 389-445 (« texte intégral »(Archive.org • Wikiwix • Archive.is • Google • Que faire ?)).